# Maurizio Felugo
Maurizio Felugo (Rapallo, 4 de março de 1981) é um ex-jogador de polo aquático italiano, medalhista olímpico. Desde 2016 é presidente do clube Pro Recco.

## Carreira
Felugo disputou três edições de Jogos Olímpicos pela Itália: 2004, 2008, 2012. Nessa última sagrou-se vice-campeão olímpico nos Jogos de Londres.